# Ville-du-Pont
Ville-du-Pont ist eine ehemalige französische Gemeinde mit 326 Einwohnern (Stand: 1. Januar 2022) im Département Doubs in der Region Bourgogne-Franche-Comté. Sie gehörte zum Arrondissement Pontarlier. Die Bewohner werden Saugets genannt.
Ville-du-Pont gehört zur Mikronation Freie Republik Saugeais (République du Saugeais).
Der Erlass des Präfekten vom 25. September 2024 legte mit Wirkung zum 1. Januar 2025 die Eingliederung von Ville-du-Pont als Commune déléguée zusammen mit den früheren Gemeinden Montbenoît, Hauterive-la-Fresse, La Longeville und Montflovin zur Commune nouvelle Pays-de-Montbenoît fest.

## Geografie

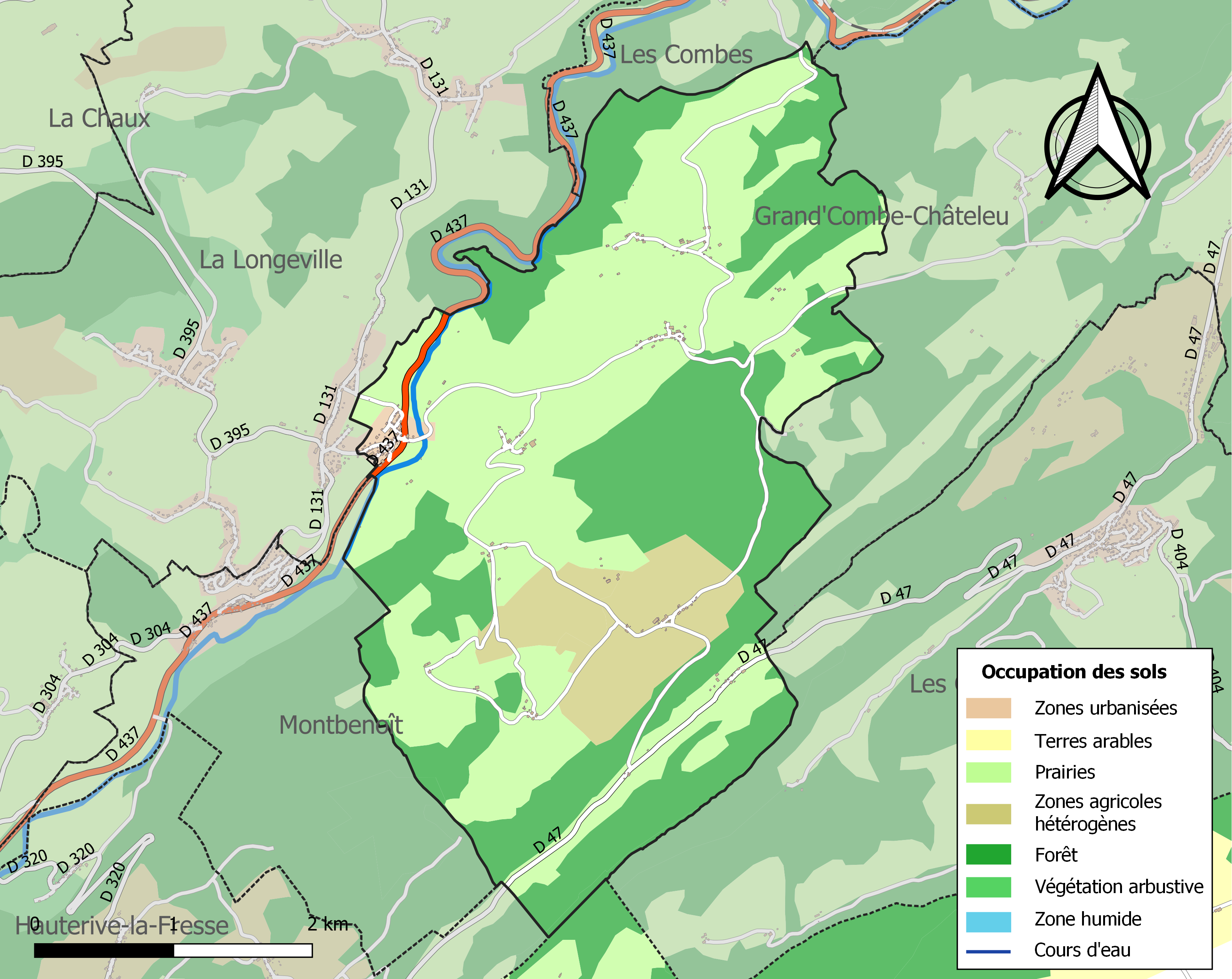
Bodennutzung und Infrastruktur von Ville-du-Pont (2018)

Ville-du-Pont liegt auf 790 m, etwa 14 Kilometer nordöstlich von Pontarlier (Luftlinie) an der Grenze zur Schweiz in der historischen Provinz der Franche-Comté. Das Dorf erstreckt sich im Jura-Gebirge auf der nördlichen Talseite des Doubs, im Val du Saugets, am Nordfuß der Jurahöhen der Montagne du Larmont. Das Ortsgebiet gehört zum Regionalen Naturpark Doubs-Horloger.
Die Fläche des Gemeindegebiets umfasst einen Abschnitt des französischen Juras. Auf der linken (nördlichen) Seite des Doubs gehört nur gerade die nächste Umgebung des Dorfes zu Ville-du-Pont. Der Doubs fließt hier in einer relativ breiten Talniederung nach Nordosten durch das Val du Saugets und tritt unterhalb von Ville-du-Pont in den Défilé d’Entre-Roches ein. Er bildet in diesem schluchtartigen Abschnitt, der auf beiden Seiten von markanten Felswänden begleitet wird, die nördliche Grenze. Nach Osten und Südosten erstreckt sich das Ortsareal in die Talmulde von Les Jarrons und auf die angrenzenden Jurahöhen (Mont de Grand’Combe, 1020 m; Le Grand Bois). Die wasserarmen Jurahochflächen sind teils bewaldet, teils von Weideland bestanden und weisen verschiedene Mulden und Kuppen auf. Die südliche Grenze verläuft auf dem Gebirgskamm der Rochers du Cerf, auf der mit 1199 m die höchste Erhebung von Ville-du-Pont erreicht wird. Dieser Kamm gehört zum Kettensystem der Montagne du Larmont und fällt nach Süden mit einer hohen Felswand zum Tal des Thévenot ab.
Zu Ville-du-Pont gehören neben dem eigentlichen Ort auch verschiedene Weiler und zahlreiche Einzelhöfe, darunter:
- Spey (845 m) an erhöhter Lage auf der südlichen Talseite des Doubs
- Les Jarrons (853 m) in einer Mulde südlich des Doubs
- Les Ellais (902 m) auf der Hochfläche westlich des Mont de Grand’Combe
- Mont de Spey (937 m) auf der Höhe südlich des Doubstals
- Les Rochettes (968 m) in einer Mulde auf der Höhe südlich des Doubstals
- Combe Benoît (988 m) auf der Hochfläche nördlich der Rochers du Cerf

Teile des Gebiets von Ville-du-Pont gehören zu den ZNIEFF-Naturzonen „Défilés d’Entre-Roches et du Coin de la Roche“ (430007824) und „Les Roches du Cerf et le Bois de Charopey“ (430007822). Rund 59 % der Fläche von Ville-du-Pont werden landwirtschaftlich genutzt, hauptsächlich als Weideland, rund 41 % sind bewaldet, rund 1 % entfallen auf bebaute Flächen (Stand: 2018).
Umgeben wird Ville-du-Pont von den Communes déléguées Montbenoît und La Longeville im Westen, von den Nachbargemeinden Les Combes im Norden, Grand’Combe-Châteleu und Les Gras im Osten sowie der Commune déléguée Hauterive-la-Fresse und der schweizerischen Gemeinde La Brévine aus dem Kanton Neuenburg im Süden.

## Geschichte
Im Mittelalter gehörte Ville-du-Pont zur klösterlichen Herrschaft Montbenoît. Zusammen mit der Franche-Comté gelangte das Dorf mit dem Frieden von Nimwegen 1678 an Frankreich.

## Bevölkerungsentwicklung
| Jahr                       | 1962 | 1968 | 1975 | 1982 | 1990 | 1999 | 2006 | 2013 | 2020 |
| Einwohner                  | 314  | 300  | 249  | 239  | 246  | 264  | 262  | 301  | 333  |
| Quellen: Cassini und INSEE |      |      |      |      |      |      |      |      |      |

Nachdem die Einwohnerzahl in der ersten Hälfte des 20. Jahrhunderts markant abgenommen hatte (1881 wurden noch 623 Personen gezählt), wurde seit Beginn der 1980er Jahre wieder ein leichtes Bevölkerungswachstum verzeichnet.

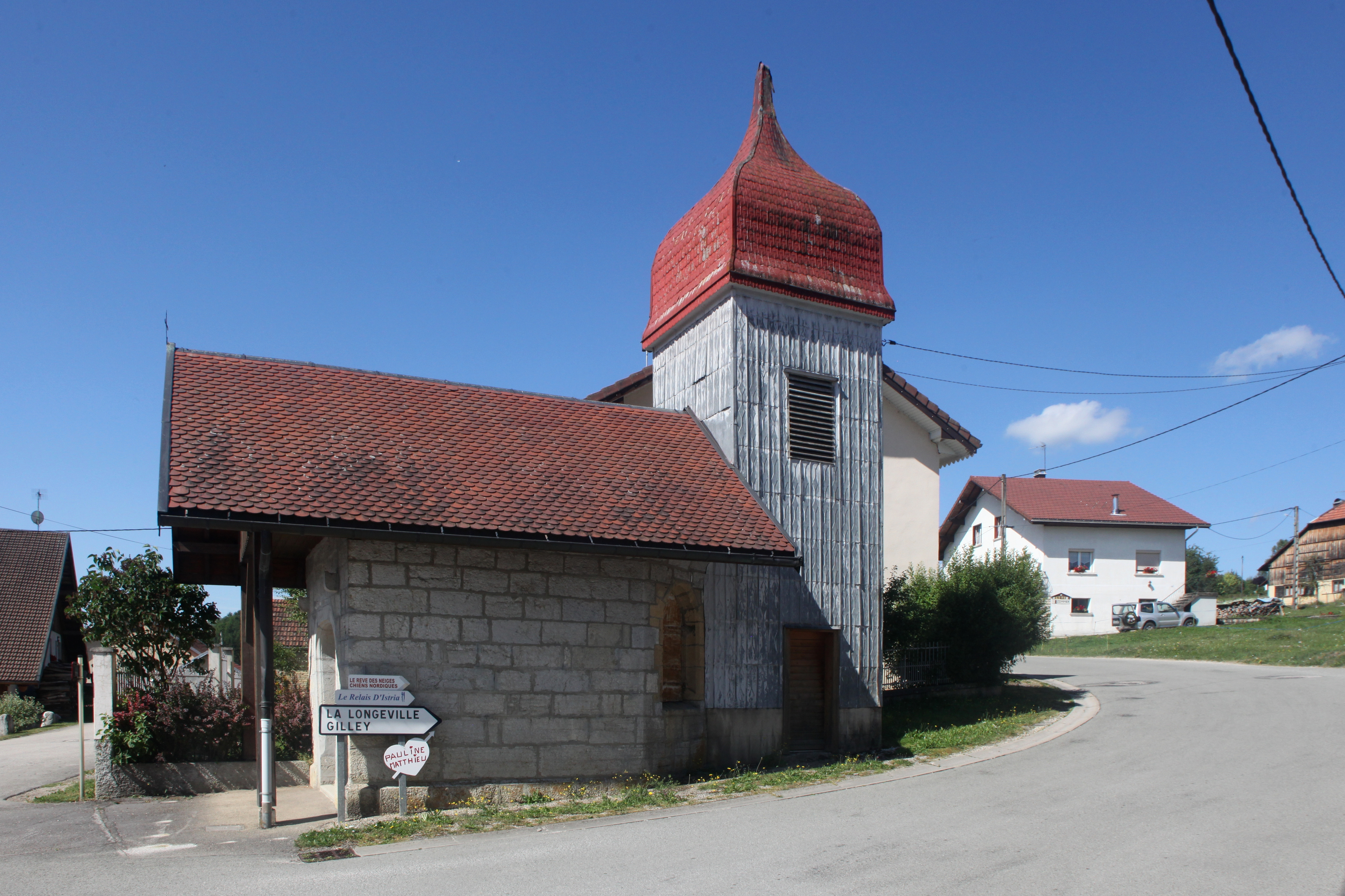
Kapelle Saint-Joseph

## Sehenswürdigkeiten
Die einschiffige Dorfkapelle Saint-Joseph wurde im 17. Jahrhundert errichtet.